# Ruben Lundqvist
Karl Ruben Lundqvist, född 16 maj 1885, död 17 december 1946 i Västra Vingåker, Södermanland, var svensk friidrottare, diskuskastare i början av 1900-talet, tävlande för Tidaholms GIF. Han innehade det svenska rekordet i diskuskastning från 1907 till 1908.
Den 15 september 1907 slog Lundqvist Eric Lemmings svenska rekord i diskuskastning (bästa hand) från 1906 (37,85) med ett kast på 38,43. Lemming återtog dock rekordet påföljande år med ett kast på 38,63.
Samma år satte Lundqvist även svenskt rekord i diskuskastning (sammanlagt) i det att han med ett resultat på 66,79 slog Lemmings rekord även i denna gren, från året innan på 65,98. Lundqvist skulle dock komma att förlora även detta rekord, redan detta år, till Otto Nilsson med resultatet 67,86.